# 前10世纪
| 千纪： | 前2千纪 \| 前1千纪 \| 1千纪 |
| 世纪： | 前13世纪 \| 前12世纪 \| 前11世纪 \| 前10世纪 \| 前9世纪 \| 前8世纪 \| 前7世纪                                                  |
| 年代： | 前990年代 \| 前980年代 \| 前970年代 \| 前960年代 \| 前950年代 \| 前940年代 \| 前930年代 \| 前920年代 \| 前910年代 \| 前900年代 |

前1000年至前901年的这一段期间被称为前10世纪。

## 重要事件、发展与成就
- 科学技术

- 战争与政治

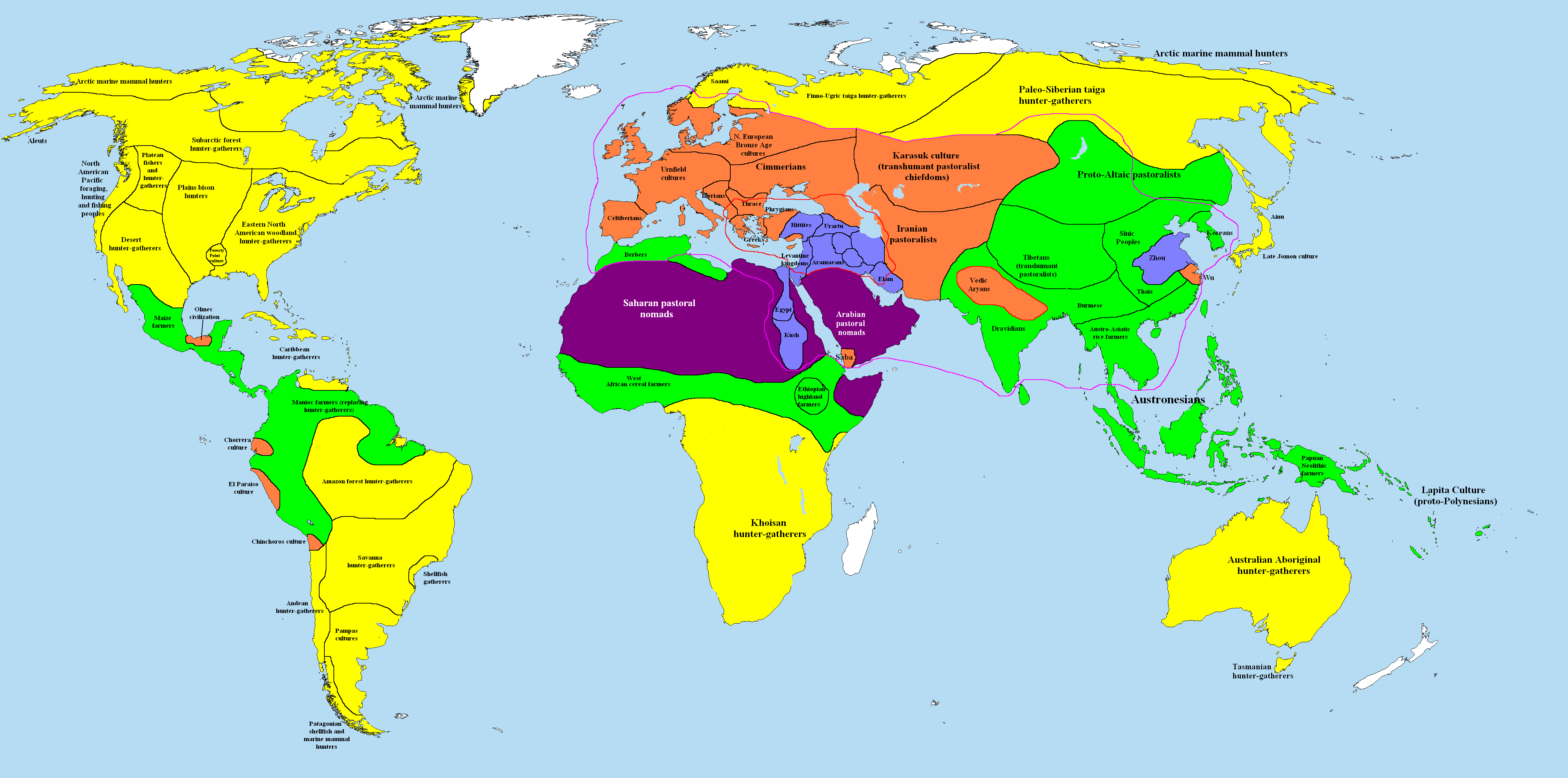
前1000年的世界

  - 所羅門繼位以色列王。在位期間國勢達於極盛，建築耶路撒冷神殿。（約前961年）

- 公元前10世纪的天灾人祸

- 文化娱乐
- 社會與經濟

- 疾病与医学

- 环境与自然资源

- 宗教與哲學